# Juhász László (színművész)
Juhász László (Pécs, 1955. július 15. – 2023. január) színész, újságíró.

## Életpályája

### Munkássága
Az egykori Pécsi Kisszínház, az Egyetemi Színpad és Pécsi Nyári Színház előadások színművésze volt. Korábban egy évtizeden át volt a Pollack Mihály Műszaki Főiskola művelődésszervezője, újságíróként pedig éveken át szervezte és sajtófelelőse volt a Vidákovics Antal és Vidákovics Szláven vezette Pécsi Nyári Színháznak. Többször jelent meg írása a Dunántúli Naplóban és más lapokban is. 

## Színházi szerepei
- Kemény Egon: Kikelet u. 3. – Egy lakáj
- Oscar Wilde: Salome – Első katona
- Bulgakov: Álszentek összeesküvése –
- Kircsi László: Aki a pofonokat kapja – Egy úr
- Sárosi István: Az áldozat – Árám
- Krleza: Szentistvánnapi búcsú –
- Szirmai Albert: Mágnás Miska – Leopold
- Burkhard: Tűzijáték –
- William Shakespeare: Macbeth – Duncan
- Leigh: La Mancha lovagja – Az Inkvizíció századosa
- Móricz Zsigmond: Nem élhetek muzsikaszó nélkül –
- Voskovec: A nehéz Barbara – I. Zsoldos
- Kálmán Imre: Csárdáskirálynő – Herceg
- Eörsi István: Sírkő és kakaó – Özv. Toronyné
- Bresan: Paraszt Hamlet – Skunca
- Bednar: Svejk, a derék katona – Fotográfus
- Örkény István: Vérrokonok – Bokor Pál
- Churchill: Őrült erdő –
- Bart: Oliver – Fagin
- Sárosi István: Otthol, édes otthol – Duskó Lajos

## Filmjei
- Ember embernek farkasa (2006)